# Ronde van Italië 1985
| Eindklassement      |                            |              |
| Algemeen klassement | Bernard Hinault            | 105h 46' 51" |
| Tweede              | Francesco Moser            | + 1' 08"     |
| Derde               | Greg LeMond                | + 2' 55"     |
| Vierde              | Tommy Prim                 | + 4' 53"     |
| Vijfde              | Marino Lejarreta           | + 6' 30"     |
| Zesde               | Gianbattista Baronchelli   | + 6' 32"     |
| Zevende             | Silvano Contini            | +7' 22"      |
| Achtste             | Michael Wilson             | + 7' 38"     |
| Negende             | Franco Chioccioli          | + 8' 33"     |
| Tiende              | Alberto Volpi              | + 10' 31"    |
| (Bel)               | Lucien Van Impe (13e)      | + 12' 50"    |
| (Ned)               | Johan van der Velde (22e)  | + 24' 06"    |
| Rode Lantaarn       | Patrizio Gambirasio (135e) | + 3h 42' 14" |
| Puntenklassement    | Johan van der Velde        | 195 punten   |
| Tweede              | Urs Freuler                | 172 punten   |
| Derde               | Francesco Moser            | 140 punten   |
| Bergklassement      | José Luis Navarro          | 54 punten    |
| Tweede              | Reynel Montoya             | 47 punten    |
| Derde               | Rafaël Acevedo             | 38 punten    |
| Jongerenklassement  | Alberto Volpi (10e)        | 105h 57' 22" |
| Tweede              | Marco Giovannetti (14e)    | + 3' 59"     |
| Derde               | José Luis Navarro (19e)    | + 10' 19"    |
| Ploegenklassement   | Alpilatte                  | 315h 47' 32" |
| Tweede              | Del Tongo-Colnago          | -            |
| Derde               | La Vie Claire              | -            |

In 1985 ging de 68e Giro d'Italia op 16 mei van start in Verona. Hij eindigde op 9 juni in Lucca. Er stonden 180 renners verdeeld over 20 ploegen aan de start. Hij werd gewonnen door Bernard Hinault.
Aantal ritten: 22

Totale afstand: 3983.7 km

Gemiddelde snelheid: 37.660 km/h

Aantal deelnemers: 180

## Belgische en Nederlandse prestaties
In totaal namen er 6 Belgen en 6 Nederlanders deel aan de Giro van 1985.

### Belgische etappezeges
- Frank Hoste won de 6e etappe van Vittorio Veneto naar Cervia.

### Nederlandse etappezeges
- In 1985 was er geen Nederlandse etappezege.

## Etappe uitslagen
| Datum                  | Etappe    | Parcours                                | Afstand | Eerste                  | Tweede                    | Derde                          | Klassementsleider       |
| ---------------------- | --------- | --------------------------------------- | ------- | ----------------------- | ------------------------- | ------------------------------ | ----------------------- |
| 16 mei                 | proloog   | Verona                                  | 6,7 km  | Francesco Moser (Ita)   | Roberto Visentini (Ita)   | Giuseppe Saronni (Ita)         | Francesco Moser (Ita)   |
| 17 mei                 | etappe 1  | Verona - Busto Arsizio                  | 218 km  | Urs Freuler (Zwi)       | Paolo Rosola (Ita)        | Silvestro Milani (Ita)         | Francesco Moser (Ita)   |
| 18 mei                 | etappe 2  | Busto Arsizio - Milaan (ploegentijdrit) | 38 km   | Del Tongo-Colnago       | Gis                       | Carrera-Inoxpran               | Giuseppe Saronni (Ita)  |
| 19 mei                 | etappe 3  | Milaan - Pinzolo                        | 190 km  | Giuseppe Saronni (Ita)  | Acácio da Silva (Por)     | Johan van der Velde (Ned)      | Giuseppe Saronni (Ita)  |
| 20 mei                 | etappe 4  | Pinzolo - Wölkestein/Sëlva              | 237 km  | Hubert Seiz (Zwi)       | Bernard Hinault (Fra)     | Gianbattista Baronchelli (Ita) | Roberto Visentini (Ita) |
| 21 mei                 | etappe 5  | Wölkestein/Sëlva - Vittorio Veneto      | 225 km  | Emanuele Bombini (Ita)  | Roberto Pagnin (Ita)      | Marino Amadori (Ita)           | Roberto Visentini (Ita) |
| 22 mei                 | etappe 6  | Vittorio Veneto - Cervia                | 232 km  | Frank Hoste (Bel)       | Paolo Rosola (Ita)        | Urs Freuler (Zwi)              | Roberto Visentini (Ita) |
| 23 mei                 | etappe 7  | Cervia - Jesi                           | 185 km  | Orlando Maini (Ita)     | Urs Zimmermann (Zwi)      | Marco Giovannetti (Ita)        | Roberto Visentini (Ita) |
| 24 mei was een rustdag |           |                                         |         |                         |                           |                                |                         |
| 25 mei                 | etappe 8a | Foggia - Foggia                         | 45 km   | Stefano Allocchio (Ita) | Urs Freuler (Zwi))        | Pierino Gavazzi (Ita)          | Roberto Visentini (Ita) |
| 25 mei                 | etappe 8b | Foggia - Matera                         | 167 km  | Acácio da Silva (Por)   | Frank Hoste (Bel)         | Pierino Gavazzi (Ita)          | Roberto Visentini (Ita) |
| 26 mei                 | etappe 9  | Matera - Crotone                        | 237 km  | Paolo Rosola (Ita)      | Guido Bontempi (Ita)      | Patrizio Gambirasio (Ita)      | Roberto Visentini (Ita) |
| 27 mei                 | etappe 10 | Crotone - Paola                         | 203 km  | Acácio da Silva (Por)   | Silvano Contini (Ita)     | Alberto Volpi (Ita)            | Roberto Visentini (Ita) |
| 28 mei                 | etappe 11 | Paola - Salerno                         | 240 km  | Stefano Allocchio (Ita) | Giuseppe Saronni (Ita)    | Urs Freuler (Zwi)              | Roberto Visentini (Ita) |
| 29 mei                 | etappe 12 | Capua - Maddaloni (tijdrit)             | 38 km   | Bernard Hinault (Fra)   | Francesco Moser (Ita)     | Greg LeMond (Usa)              | Bernard Hinault (Fra)   |
| 30 mei                 | etappe 13 | Maddaloni - Frosinone                   | 154 km  | Urs Freuler (Zwi)       | Johan van der Velde (Ned) | Frank Hoste (Bel)              | Bernard Hinault (Fra)   |
| 31 mei                 | etappe 14 | Frosinone - Gran Sasso d'Italia         | 195 km  | Franco Chioccioli (Ita) | Michael Wilson (Aus)      | Reynel Montoya (Col)           | Bernard Hinault (Fra)   |
| 1 juni                 | etappe 15 | l'Aquila - Perugia                      | 203 km  | Ron Kiefel (Usa)        | Gerrie Knetemann (Ned)    | Francesco Moser (Ita)          | Bernard Hinault (Fra)   |
| 2 juni                 | etappe 16 | Perugia - Cecina                        | 217 km  | Giuseppe Saronni (Ita)  | Guido Bontempi (Ita)      | Davis Phinney (Usa)            | Bernard Hinault (Fra)   |
| 3 juni                 | etappe 17 | Cecina - Modena                         | 243 km  | Daniel Gisiger (Zwi)    | Giovanni Mantovani (Ita)  | Erich Mächler (Zwi)            | Bernard Hinault (Fra)   |
| 4 juni was een rustdag |           |                                         |         |                         |                           |                                |                         |
| 5 juni                 | etappe 18 | Monza - Domodossola (tijdrit)           | 128 km  | Paolo Rosola (Ita)      | Urs Freuler (Zwi)         | Giovanni Mantovani (Ita)       | Bernard Hinault (Fra)   |
| 6 juni                 | etappe 19 | Domodossola - Saint-Vincent-d'Aoste     | 247 km  | Francesco Moser (Ita)   | Johan van der Velde (Ned) | Franco Chioccioli (Ita)        | Bernard Hinault (Fra)   |
| 7 juni                 | etappe 20 | Saint-Vincent-d'Aoste - Valnontey       | 58 km   | Andy Hampsten (Usa)     | Reynel Montoya (Col)      | Marino Lejarreta (Spa)         | Bernard Hinault (Fra)   |
| 8 juni                 | etappe 21 | Saint-Vincent-d'Aoste - Genua           | 229 km  | Urs Freuler (Zwi)       | Paolo Rosola (Ita)        | Davis Phinney (Usa)            | Bernard Hinault (Fra)   |
| 9 juni                 | etappe 22 | Lido di Camaiore - Lucca (tijdrit)      | 48 km   | Francesco Moser (Ita)   | Bernard Hinault (Fra)     | Tommy Prim (Zwe)               | Bernard Hinault (Fra)   |

 winnaars · 
roze trui · 
  puntenklassement · 
  bergklassement · 
 jongerenklassement · 
 intergiro · 
 ploegenklassement · 
 strijdlust · 
 zwarte trui
Giro d'Italia Next Gen · Giro Donne · Cima Coppi
 Belgische rozetruidragers · etappewinnaars
 Nederlandse rozetruidragers · etappewinnaars
Mannen:
1909 · 
1910 · 
1911 · 
1912 · 
1913 · 
1914 · 
1919 · 
1920 · 
1921 · 
1922 · 
1923 · 
1924 · 
1925 · 
1926 · 
1927 · 
1928 · 
1929 · 
1930 · 
1931 · 
1932 · 
1933 · 
1934 · 
1935 · 
1936 · 
1937 · 
1938 · 
1939 · 
1940 · 
1946 · 
1947 · 
1948 · 
1949 · 
1950 · 
1951 · 
1952 · 
1953 · 
1954 · 
1955 · 
1956 · 
1957 · 
1958 · 
1959 · 
1960 · 
1961 · 
1962 · 
1963 · 
1964 · 
1965 · 
1966 · 
1967 · 
1968 · 
1969 · 
1970 · 
1971 · 
1972 · 
1973 · 
1974 · 
1975 · 
1976 · 
1977 · 
1978 · 
1979 · 
1980 · 
1981 · 
1982 · 
1983 · 
1984 · 
1985 · 
1986 · 
1987 · 
1988 · 
1989 · 
1990 · 
1991 · 
1992 · 
1993 · 
1994 · 
1995 · 
1996 · 
1997 · 
1998 · 
1999 · 
2000 · 
2001 · 
2002 · 
2003 · 
2004 · 
2005 · 
2006 · 
2007 · 
2008 · 
2009 · 
2010 · 
2011 · 
2012 · 
2013 · 
2014 · 
2015 · 
2016 · 
2017 · 
2018 · 
2019 · 
2020 · 
2021 · 
2022 · 
2023 · 
2024 · 
2025
Vrouwen:
1988 · 
1989 · 
1990 · 
1991 ·
1992 ·
1993 · 
1994 · 
1995 · 
1996 · 
1997 · 
1998 · 
1999 · 
2000 · 
2001 · 
2002 · 
2003 · 
2004 · 
2005 · 
2006 · 
2007 · 
2008 · 
2009 · 
2010 · 
2011 · 
2012 ·
2013 · 
2014 ·
2015 ·
2016 ·
2017 ·
2018 ·
2019 ·
2020 ·
2021 ·
2022 ·
2023 ·
2024 ·
2025